# Anthene suquala
Anthene suquala är en fjärilsart som beskrevs av Arnold Pagenstecher 1902. Anthene suquala ingår i släktet Anthene och familjen juvelvingar. Inga underarter finns listade i Catalogue of Life.